# Chorvatská legie
Chorvatská legie (chorvatsky Hrvatska Legija), oficiálně 369. posílený chorvatský pěchotní pluk (německy Verstärktes Kroatisches Infanterie-Regiment 369, chorvatsky 369. pojačana pješačka pukovnija), byla jednotka německé nacistické armády Wehrmacht, bojující na východní frontě druhé světové války a sestávající z chorvatských dobrovolníků.

## Vznik a bojové nasazení
Legie čítala asi 8 000 mužů a byla opatřena většinou vybavením Jugoslávské armády, ale měla také německé, italské, československé a později i sovětské zbraně a vybavení.
Legie vznikla v roce 1941. Chorvatsko tehdy bylo vazalem Německa a poslalo do boje proti SSSR vojáky.
Na frontě byla jednotka nasazena na jihu (Ukrajina, Rostov atd.), kde bojovala v rámci Skupiny armád Jih.